# Temporada 2021 del fútbol venezolano
La Temporada 2021 del fútbol venezolano abarcó todas las actividades relativas a campeonatos de fútbol profesional, nacionales e internacionales, disputados por clubes venezolanos, y por las selecciones nacionales de este país, en sus diversas categorías, durante el 2021.
| Categoría                              | Campeonato                     | Campeón             |
| -------------------------------------- | ------------------------------ | ------------------- |
| Primera                                | Campeonato de 1.ª              | Deportivo Táchira   |
| Segunda                                | Campeonato de 2.ª              | Titanes Fútbol Club |
| Tercera                                | Campeón de 3.ª                 | No hubo             |
| Copa Venezuela                         | Copa Venezuela 2021            | No hubo             |
| Primera División de Venezuela Femenino | Primera División Femenino 2021 | TBD                 |